# Скандальное происшествие в Брикмилле
«Сканда́льное происше́ствие в Бри́кмилле» — советский двухсерийный художественный телефильм, снятый в 1980 году режиссёром Юрием Соломиным по мотивам пьесы английского писателя и драматурга Джона Бойнтона Пристли «Скандальное происшествие с мистером Кэттлом и миссис Мун».

## Сюжет
Действие происходит в провинциальном британском городке Брикмилле, примерно в середине XX века. Мистер Джордж Кэттл — управляющий местного банка, строгий и скучный человек, который живёт по неукоснительному распорядку. Однажды дождливым осенним днём он как всегда, съев завтрак, собирается и уходит на работу, но по дороге на службу останавливается у витрины магазина игрушек и слышит свой внутренний голос, после чего его жизнь бесповоротно меняется. К удивлению экономки миссис Твигг, хозяин дома неожиданно возвращается домой с игрушками из детского магазина. 
Вернувшись домой, Кэттл играет в охотника, затем с удовольствием исполняет партию большого барабана, аккомпанируя опере «Князь Игорь», пьёт виски и, наконец, признаётся в любви заглянувшей к нему Делии Мун, до этого общавшейся с ним исключительно по деловым вопросам. Джордж говорит ей, что решил отныне быть абсолютно честным с самим собой и окружающими. Делия, отношения которой с мужем далеки от взаимопонимания, неожиданно отвечает взаимностью.
Знакомые мистера Кэттла решают, что он ушёл в запой или впал в детство. Дома у мистера Кэттла появляются полицейский инспектор Стрит, клиент банка, господин Хардейкер и начальник Клинтон. Хозяин дома пытается выпроводить инспектора, но тот ударом по голове временно отключает его. Визитёры решают, что у хозяина дома странное помрачение рассудка и необходимо принять меры, чтобы вылечить добропорядочного гражданина. Они приглашают доктора Гренока, известного удачными опытами в области лечения гипнозом. Приёмы доктора дают ожидаемый эффект — Кэттл становится «нормальным». Делия с тревогой следит за тем, как меняется её возлюбленный, но когда непрошенные гости покидают дом, он даёт ей понять, что всего лишь притворялся, чтобы непрошенные гости поскорей покинули его дом. Нашедшие друг друга влюблённые собираются немедленно покинуть Брикмилль, чтобы ехать, «куда глаза глядят».

## В ролях
- Юрий Соломин — Джордж Кэттл
- Нелли Корниенко — Делия Мун
- Татьяна Панкова — миссис Твигг
- Александра Яковлева — Моника Твигг
- Эммануил Виторган — Стрит
- Евгений Весник — Хардейкер
- Григорий Лямпе — Гренок
- Борис Иванов — Клинтон
- Александр Вокач — мистер Генри Мун
- Борис Клюев — секретарь

## Технические данные
- Цветной, две серии.
- Оригинальный язык — русский.